# سرو کاموک
سرو کاموک (به لاتین: Cerro Kamuk) یک کوه در کاستاریکا است. سرو کاموک ۳٬۵۴۹ متر بالاتر از سطح دریا واقع شده‌است.